# 格罗斯卡瓦洛
格罗斯卡瓦洛（義大利語：Groscavallo），是意大利都灵省的一个市镇。总面积95.39平方公里，人口199人，人口密度2.1人/平方公里（2009年）。ISTAT代码为001118。